# Bernhard von Hartz
Bernhard Josef Maria von Hartz (* 12. April 1862 in Regensburg; † 20. August 1944 in Dorfen) war ein bayerischer General der Infanterie.

## Leben

### Familie
Hartz entstammte einer Familie, die 1825 in den erblichen bayerischen Adelsstand erhoben wurde (Bernhard Joseph von Hartz). Er war der Sohn des späteren bayerischen Oberstleutnants Leonhard von Hartz und dessen Ehefrau Hildegart, geborene Litzlkirchner. Sein Vater hatte zuletzt im 13. Infanterie-Regiment gedient. Hartz verheiratete sich am 2. August 1894 mit Pauline Benzino. Aus der Ehe gingen ein Sohn und eine Tochter hervor.

### Militärkarriere
Nach dem Besuch des Kadettenkorps wurde Hartz als Portepeefähnrich dem Infanterie-Leib-Regiment der Bayerischen Armee überwiesen. Er absolvierte die Kriegsschule München, wurde im Anschluss daran am 9. April 1884 zum Sekondeleutnant befördert und diente ab 1887 als Adjutant des III. Bataillons. Von 1892 bis 1895 absolvierte Hartz, der zwischenzeitlich zum Premierleutnant befördert wurde, die Kriegsakademie, die ihm die Qualifikation für den Generalstab aussprach. Als Hauptmann war er ab März 1897 Chef der 12. Kompanie, kam dann 1899 zur Zentralstelle des Generalstabs und im gleichen Jahr noch zum Generalstab des I. Armee-Korps. 1900 folgte seine Versetzung in das Kriegsministerium. Hier war Hartz in der Abteilung für Allgemeine Armee-Angelegenheiten tätig. Außerdem fungierte er als Mitglied der Ober-Examinations-Kommission für Kandidaten des höheren Militär-Verwaltungsdienstes. 1903/04 im Generalstab der 5. Division in Nürnberg tätig, wurde Hartz am 21. September 1904 mit seiner Beförderung zum Major zur Zentralstelle des Generalstabes rückversetzt und zum Großen Generalstab nach Berlin kommandiert. Für die Dauer von zwei Jahren war Hartz zudem außeretatmäßiges militärisches Mitglied des Bayerischen Senats beim Reichsmilitärgericht. Unter Belassung in seinem Kommando beim Großen Generalstab wurde er am 28. August 1906 als Bataillonskommandeur in das Infanterie-Leib-Regiment versetzt. Am 1. Oktober 1906 trat er in den Truppendienst zurück und befehligte für ein Jahr das III. Bataillon. Anschließend als Oberstleutnant zum Abteilungschef bei der Zentralstelle des Generalstabs ernannt, wurde Hartz wieder nach Berlin in den Großen Generalstab kommandiert. Am 24. Januar 1910 beauftragte man ihn mit der Führung des Infanterie-Leib-Regiments, beförderte Hartz am 7. März zum Oberst und ernannte ihn schließlich am 26. März 1910 zum Kommandeur dieses Regiments. Während dieses Dienstverhältnisses wurde er am 31. Oktober 1911 mit dem Ehrenkreuz des Verdienstordens vom Heiligen Michael ausgezeichnet. Am 30. September 1912 von diesem Kommando entbunden, wurde Hartz anschließend zum Kommandeur der 2. Infanterie-Brigade ernannt und kurz darauf zum Generalmajor befördert. Bereits am 27. März 1913 gab er die Brigade wieder ab und wurde ein weiteres Mal zum Großen Generalstab nach Berlin kommandiert. Hartz war damit einer der relativ wenigen bayerischen Generale, die wiederholt dorthin kommandiert wurden. König Ludwig III. würdigte seine Leistungen im März 1914 durch die Verleihung des Ritterkreuzes des Verdienstordens der Bayerischen Krone.
Mit Ausbruch des Ersten Weltkriegs wurde Hartz nach München zurückbeordert und zum Oberquartiermeister beim AOK der 6. Armee ernannt. Als solcher machte er die Grenzgefechte und die Schlacht in Lothringen mit. Im Anschluss daran kommandierte man ihn wieder in den Großen Generalstab und zeichnete Hartz am 7. September 1914 mit dem Militärverdienstorden II. Klasse mit Schwertern sowie im Oktober und November 1914 mit dem Eisernen Kreuz II. und I. Klasse aus. Im Mai 1915 zum Generalleutnant befördert, wurde Hartz am 7. September 1915 zum Kommandeur der 2. Infanterie-Division ernannt. Diese führte er an der Westfront u. a. in den verlustreichen Schlachten bei La Bassée und Arras, um Verdun und an der Somme. Obwohl formal noch bis zum 8. Februar 1917 Kommandeur dieser Division, wurde Hartz am 25. Januar 1917 zum Bayerischen Militärbevollmächtigten im Großen Hauptquartier ernannt und mit dem Stern zum Roten Adlerorden II. Klasse mit Schwertern ausgezeichnet. Von diesem Posten wurde er am 6. April 1918 entbunden und fungierte bis 10. Mai 1918 in Vertretung als Führer des Generalkommandos z. b. V. 57. Anschließend zum Führer ernannt, nahm Hartz bis Kriegsende an den Stellungskämpfen in der Champagne teil.
Nach dem Waffenstillstand von Compiègne am 13. Dezember 1918 von seinem Kommando entbunden, wurde Hartz im Januar 1919 mit dem Charakter als General der Infanterie in den Ruhestand verabschiedet.